# Evelyn Baring, I conte di Cromer
Evelyn Baring, I conte di Cromer (Cromer, 26 febbraio 1841 – Londra, 29 gennaio 1917), è stato un ufficiale e politico britannico.

## Biografia
Era il nono figlio di Henry Baring, e della sua seconda moglie, Cecilia Anne Windham.  La famiglia Baring discendeva da John (nato Johan) Baring, emigrato dalla Germania nel 1717. Il figlio di John, Sir Francis, fu il fondatore della Barings Bank. Henry era il terzo figlio di Sir Francis. Quando morì nel 1848, Evelyn aveva 7 anni e fu mandato in collegio.

## Carriera
Quando aveva 14 anni, entrò nella Royal Military Academy, diplomandosi a 17 anni con il grado di sottotenente della Royal Artillery e venne inviato nell'isola di Corfù.
Mentre era a Corfù, Baring divenne consapevole della sua mancanza di istruzione e iniziò a studiare il greco e l'italiano. Nel 1862, accettò l'incarico di aiutante di campo di Sir Henry Storks, Lord Alto Commissario delle Isole Ionie. L'incarico terminò nel 1864, con l'annessione di Corfù alla Grecia. Più tardi nel 1864, Storks fu nominato governatore di Malta, sempre impiegando Baring come aiutante di campo. L'anno successivo Baring accompagnò in Giamaica Storks, il quale condusse l'inchiesta ufficiale sulla rivolta di Morant Bay. Nel 1868, Baring entrò a far parte dello Staff College. In seguito lavorò per due anni nel Ministero della Guerra, contribuendo all'attuazione delle riforme successive alla Guerra di Crimea.
Siccome non trovava di suo gradimento la carriera militare, Baring andò in India nel 1872 come segretario privato di suo cugino Lord Northbrook, viceré d'India, e rapidamente scoprì di avere un talento per l'amministrazione. Con le dimissioni di Northbrook nel 1876, Baring ritornò in Inghilterra. Nello stesso anno fu promosso maggiore.

### Regolatore Generale in Egitto
Quando Baring arrivò in Egitto nel 1877, le finanze del paese erano nel caos. Isma'il Pasha, aveva preso in prestito milioni di sterline da finanzieri europei la costruzione del Canale di Suez, per suo uso personale, e per coprire carenze fiscali persistenti. Le sue finanze derivavano dal denaro ottenuto dall'industria del cotone egiziano, che era fiorita durante la guerra civile americana. Ma dopo la guerra, siccome il cotone americano era tornato nei mercati europei, il prezzo del cotone egiziano era crollato.
In un primo momento, Isma'il tentò di chiedere al parlamento di raccogliere più soldi tramite un aumento delle tasse, ma il parlamento respinse la proposta, perché era costituito principalmente da grandi proprietari terrieri, abituati a tasse leggere. In preda alla disperazione, Isma'il si rivolse alle potenze europee per farsi aiutare a risolvere i suoi problemi finanziari. Dopo alcune trattative venne istituito il duplice controllo di un regolatore francese e uno britannico per sorvegliare le finanze dell'Egitto.
Baring fu nominato regolatore britannico ed ebbe un enorme successo nel servire gli interessi britannici.

### Console Generale d'Egitto
La Rivolta di ʿOrābī, guidata da Aḥmad ʿOrābī, mise in pericolo il Chedivato. Dopo il successivo intervento da parte dei britannici ad Alessandria (del 1882 Guerra anglo-egiziana), Baring tornò dall'India in Egitto come Console generale. Le richieste di Baring di ritirare le truppe furono ostacolate dall'opposizione dell'opinione pubblica britannica, quando nel 1881 la rivolta del Mahdi Muhammad Ahmad e la conseguente Guerra mahdista portarono a gravi sconfitte e alla morte del colonnello William Hicks e poi del generale Gordon. 
Primo atto di Baring come console generale era stato quello di approvare la relazione Dufferin, che in sostanza aveva creato un parlamento senza potere. Stabilì poi un nuovo principio guida per l'Egitto conosciuto come la Dottrina Granville (dal nome del ministro degli esteri, Lord Granville), che consentì a Baring e ad altri funzionari britannici di licenziare i ministri egiziani che si rifiutavano di accettare le direttive britanniche. Sotto Baring, i funzionari britannici vennero messi in ministeri chiave. In sostanza, il governo divenne una facciata dietro la quale i funzionari britannici tenevano il potere. L'esercito egiziano, che Baring considerava del tutto inaffidabile a causa dei suoi precedenti ammutinamenti contro il Chedivato, era stato sciolto e fu organizzato un nuovo esercito con schemi britannici. Con una gestione attenta (e spesso avara) del bilancio, oltre alla promozione di progetti di irrigazione, portò una notevole prosperità economica in Egitto.

## Matrimoni

### Primo Matrimonio
Sposò, il 28 giugno 1876, Ethel Errington (morta il 16 ottobre 1898), figlia di Sir Rowland Errington, XI Baronetto. Ebbero due figli: 

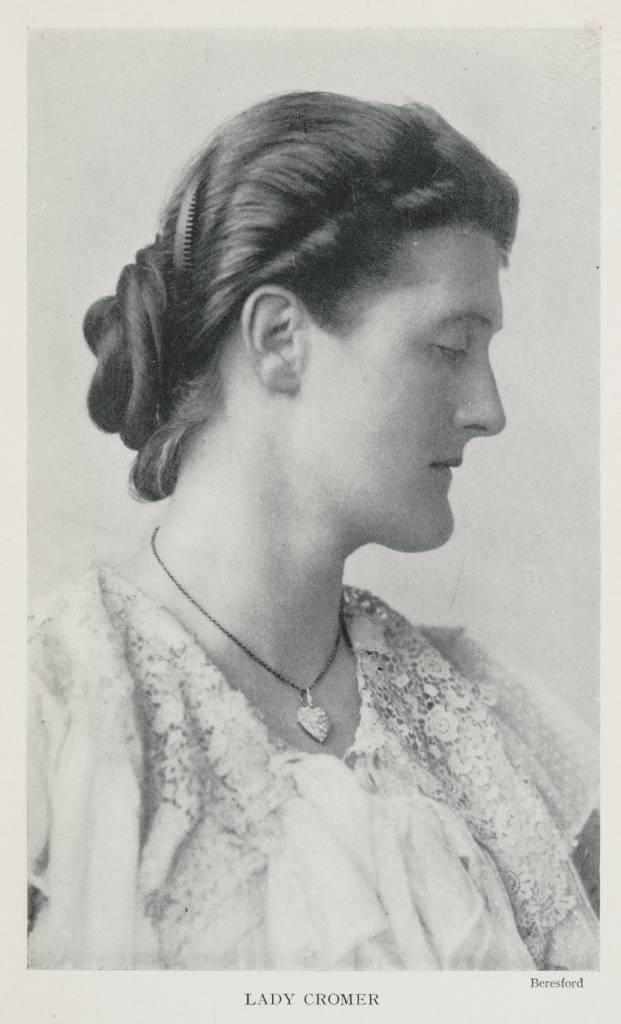
Lady Katherine Thynne, 1906.

- Rowland Baring, II conte di Cromer (29 novembre 1877-13 maggio 1953);
- Lord Windham Baring (29 settembre 1880-28 dicembre 1922)

### Secondo Matrimonio
Sposò, il 22 ottobre 1901, Lady Katherine Thynne (22 luglio 1865-4 marzo 1933), figlia di John Thynne, IV marchese di Bath. Ebbero un figlio:
- Charles Baring, I barone Howick (29 settembre 1903-10 marzo 1973)

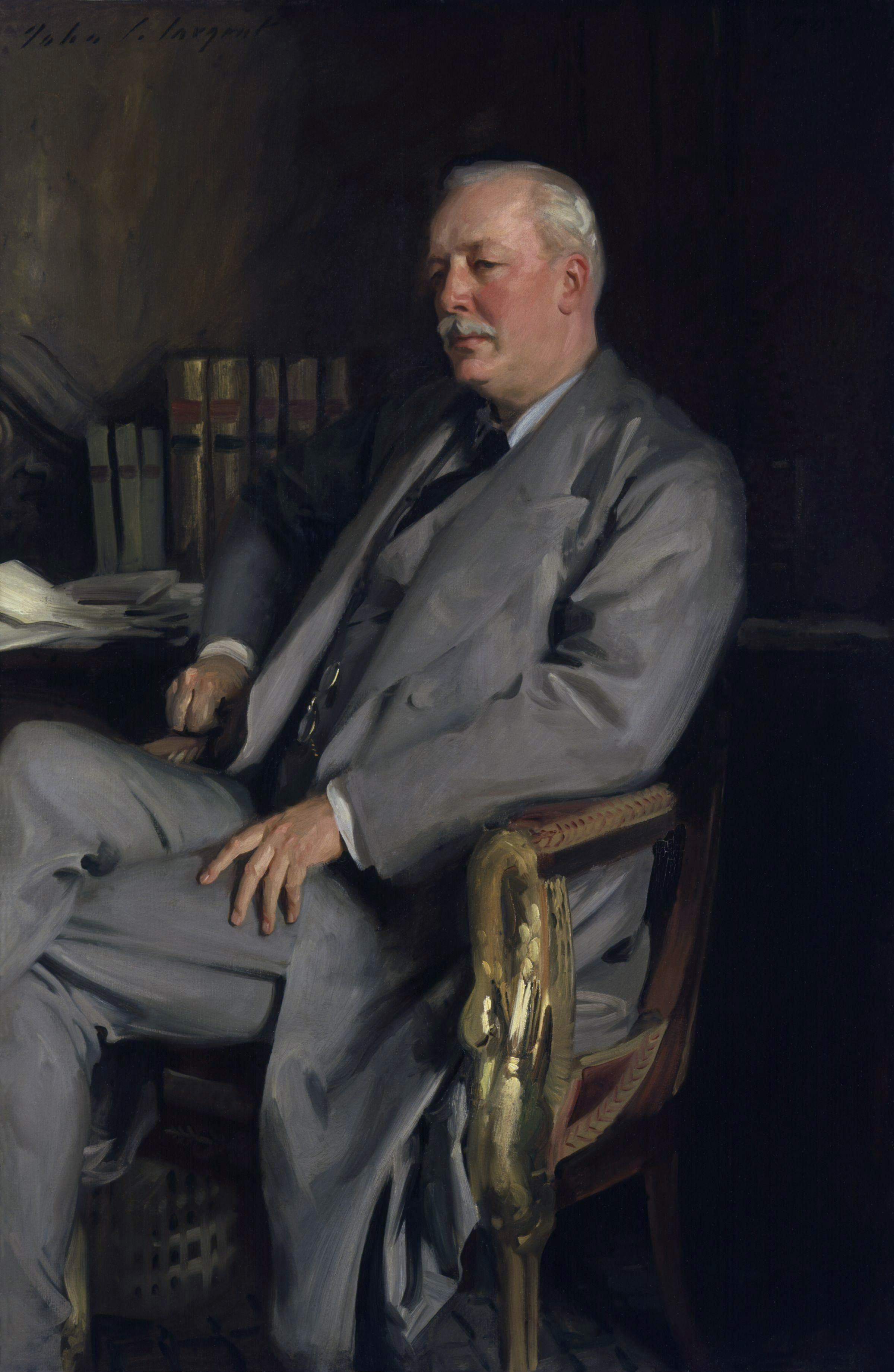
Ritratto del conte di Cromer, di John Singer Sargent.

## Morte
Baring tornò in Gran Bretagna all'età di 66 anni, e impiegò un anno a riacquistare la salute. Nel 1908, pubblicò un libro, in due volumi, Modern Egypt, una narrazione di eventi in Egitto e Sudan dal 1876. Nel 1910 pubblicò Ancient and Modern Imperialism, un confronto autorevole tra l'impero romano e inglese. Nel 1915, in seguito alla deposizione di Abbas II d'Egitto, Baring fu libero di pubblicare le sue impressioni su di lui.
Amante dei classici, Baring sapeva leggere e parlava greco, latino, italiano, francese e turco, ma non si prese mai la briga di imparare l'arabo (la lingua delle classi inferiori in Egitto).
Baring era attivo in politica. Dopo essere stato creato conte di Cromer nel 1892, ebbe il diritto di sedere nella Camera dei lord. Si unì all'ala liberoscambista del partito unionista. Era un leader della causa anti-suffragette e fu presidente della Men's League for Opposing Woman Suffrage (1908, 1910-1912) e della National League for Opposing Woman Suffrage. Nel 1916, fu nominato nella Commissione dei Dardanelli, ma morì il 29 gennaio 1917.